# Rino Gioielli
Rino Gioielli, pseudonimo di Salvatore Gioielli (Torre Annunziata, 12 marzo 1939 – Portici, 25 ottobre 2016), è stato un attore italiano.

## Biografia
Debutta nel 1956 come cantante nelle feste di piazza e ai matrimoni. Nel 1957 debutta in teatro nella sceneggiata Lazzarella con Liliana Carmine Mazza e Gino Maringola, nel 1961 interpreta 'E ddoie Lucie con Mario Abate e Gennarino Palumbo.
Nel 1962 incontra Eduardo De Filippo che lo sceglie come attor giovane per il ruolo di Amedeo ne Il sindaco del rione Sanità. Dopo questa prima esperienza collabora con la compagnia di Eduardo De Filippo varcando i confini nazionali esibendosi in Unione Sovietica, Polonia, Austria e Belgio.
Sempre con Eduardo de Filippo interpreta per il teatro e la televisione le seguenti commedie: Non ti pago, La grande magia, L'abito nuovo, Chi è più felice di me!, Il sindaco del rione Sanità, Luisa Sanfelice.
Negli anni successivi si esibisce nella compagnia di Nino Taranto, nel ruolo del protagonista in Sposalizio di Raffaele Viviani, passando poi alla compagnia stabile del Teatro Bracco di Napoli con Dolores Palumbo ed Ugo D'Alessio. Contattato da Garinei e Giovannini prese parte alla commedia Cielo mio marito con Gino Bramieri, Marisa Merlini ed Ombretta Colli.
Negli anni settanta compone un trio comico con Beniamino e Rosalia Maggio. Nel 1970, con Rosalia Maggio, prende parte alla compagnia di Mario Trevi nella sceneggiata Sulitario. Successivamente passa al cinema interpretando due film con Mario Merola e Nino D'Angelo; lo sceneggiato Dimenticare Lisa, con Ugo Pagliai e Marilù Tolo, e L'avvocato De Gregorio di Pasquale Squitieri con Giorgio Albertazzi.
Dal 1991 milita nella compagnia stabile di Luisa Conte al Teatro Sannazaro, restandoci fino alla morte di quest'ultima. Nel 1995 è protagonista nell'adattamento in napoletano antico del Satyricon di Ettore Massarese
Nel 2000 è Prospero ne La tempesta di William Shakespeare in napoletano per la regia di Davide Iodice.

## Filmografia parziale

### Cinema
- L'ultimo guappo, regia di Alfonso Brescia (1978)
- Giuramento, regia di Alfonso Brescia (1982)
- Laura... a 16 anni mi dicesti sì, regia di Alfonso Brescia (1983)
- L'avvocato De Gregorio, regia di Pasquale Squitieri (2003)

### Televisione
- Peppino Girella, regia di Eduardo De Filippo – miniserie TV (1963)
- L'abito nuovo, regia di Eduardo De Filippo – film TV (1964)
- Luisa Sanfelice, regia di Leonardo Cortese – miniserie TV (1966)
- Dimenticare Lisa, regia di Salvatore Nocita – miniserie TV (1976)
- Storie della camorra, regia di Paolo Gazzara – miniserie TV (1978)

## Discografia

### Album
- Moulin Rouge

### Singoli
- Zappatore (con Lino Crispo, Bianca Sollazzo e Giacomo Rondinella